# Frans Hals
Frans Hals (født 1582 i Antwerpen, død 26. august 1666 i Haarlem) var en nederlandsk portrætmaler.
Hals var elev af Karel van Mander (den ældste); han kom i sin ungdom til Haarlem. Her levede han (med korte afbrydelser i 1637 i Amsterdam) til sin død, frodigt skabende til højt op i alderdommen. 1644 blev han formand for Sankt Lukasgildet. Længe æredes hans kunst, der lovpristes i digt og prosa og skaffede ham en anset stilling trods hans bohemenaturs blodrige og lidet borgerlige livsytringer under svirende drikkelag. Selv en tøjlesløshed, der bragte ham i strid med loven, syntes ikke at gøre skår i anseelsen. End ikke da han i 1616 mishandlede sin kone og i den anledning blev irettesat af rådet med tilhold om at vogte sig for drukkenskab og den slags udskejelser. Hustruen døde kort efter, men Hals trøstede sig inden året var omme med en ny hustru, den muntre Lisbeth Reyniers (hvis træk, ligesom mandens, man — fejlagtigt — har ment at finde i Hals’ overstadig lystige billede af det siddende par i Rijksmuseum Amsterdam), og allerede ni dage efter brylluppet havde de barn i kirke. Omkring 1650 skete der en ændring i bedømmelsen af Hals’ kunst. Det ærbart borgerlige på baggrund af kalvinistisk alvor blev det førende selskabs grundtone; man ville portræteres solidt, omhyggeligt, så man i sin bedste puds tog sig tilstrækkelig værdig ud, og kimsede ad Hals’ nonchalante opstillinger og dristige påfund og ad hans hurtige pensels forflygtigen af alle de mange dyrebare enkeltheder. Af mangel på bestillinger kom Hals i ligefrem nød. 1654 måtte han overlade en bager, hvem han skyldte 200 floriner, sine ejendele. Otte år senere gik han til øvrigheden om hjælp, og denne lille almissehjælp blev fra 1664 givet ham som fast understøttelse; fattigkassen tog sig af hans enke.
Hals’ hovedværker, de otte store skytte- og regent- (forstander) billeder i Haarlems Rådhus giver udviklingsgangen i hans kunst. Det ældste, Skt Georg-Gildets festmåltid, er fra 1616, et af Hals’ livligste værker (man kender ingen ungdomsbilleder; fra 1613 Portræt af Scriverius), de to sidste regentbilleder fra 1664. I Skyttebillederne — i muntert Drikkelag (1627), under Raadslagning (1633), på Udmarch (1639) — har han sprængt rammerne for den gamle og stive skytteportrætstil ved en mesterlig gruppering, der utvungent samler de mange figurer, snart en face, snart i profil, hver enkelt levende kendetegnet i raske og afgørende penselstrøg — i livfuldt samspil. Efterhånden forenkles palettens rigere farveværdier til mere sluttet og kølig helhedsvirkning, de grå, sorte og brune valører bliver de fremherskende, farvestemningen alvorligere som emnerne — ikke længere skyttefester fra de glade dage, men velgørenhedsbestyrelser —, penselen bliver stadig dristigere og fejer i mægtig energi alle enkeltheder til side. Nær til Haarlem billederne slutter sig det store skyttebillede fra 1637 i Amsterdams Rijksmus. — Kunstnerens sprudlende temperament kommer frem med samme mesterskab i hans mange enkeltportrætter og familiestykker: Willem van Heythuijsen vippende på stolen i skødesløs stilling (Bryssel) eller stående i strunk positur, støttet til kården (Lichtenstein Galleriet, Wien), familien Berensteyn sprudlende af liv ude i haven (Louvre), ammen, der stolt og glad viser babyen frem (Gemäldegalerie, tidl. Kaiser-Friedrich-Museum, Berlin) og så fremdeles. Og hvor han maler folketyper, svirebrødre, glade og løsslupne fugle, der lader stå til, kan han ret give sig hen i livsglæde og vid: Zigeunerpigen (Louvre), lutspilleren, der improviserer og kaster blikke til den skønne (Amsterdams Rijksmus.), det grimme gamle utyske Hille Bobbe (Malle Babbe, Berlins Kaiser-Friedrich-Museum) og mange andre. Hans vidunderlige evne til at få det øjeblikkelige liv frem i smil, i øjekast og minespil, viser sig ikke mindst, når han maler børn: de to leende børn (Schwerins Museum).
Hals står som en af verdens genialeste portrætmalere med sit legende lette og dog så energiske, friske og åndfulde maleriske foredrag og ved det sprudlende liv, der gennemstrømmer hans skikkelser. På hollandsk kunst fik han mægtig indflydelse, også gennem sit maleriske valg af de mange fint stemte grå toner (den på følgende skole af "grå" billeder). Foruden i Haarlem er Hals fortrinlig repræsenteret i Amsterdams og Berlins Hovedmuseer (således også ved de legemsstore karakterfigurer fra folkelivet); endvidere gode prøver på hans kunst i Kassel-Samling, Ermitage (Petrograd), National Gallery i London (stor familiegruppe) og så fremdeles. I Glyptoteket i København et lille portræt af Descartes; i privateje i København et lille glimrende billede og et større portræt (1640) af en ukendt mand (udstillet på Kunstmuseum 1918). Et par små portrætter på Stockholms Slot. 1900 afsløredes en statue af Hals i Haarlem. (Selvportræt af Hals findes i Haarlem).
Hals' portræt af Descartes dukkede op i København.

## Ældre litteratur
- Arnold Houbraken, De groote Schouburgh, Amsterdam, 1718
- Adriaan Van Der Willigen, Les artistes de Harlem, Haarlem, 1870
- Wilhelm von Bode, Studien zur Geschichte der holländischen Malerei, Braunschweig. 1883
- Baumann, Frans Hals, København, 1892
- "Frans Hals Sein Leben und seine Werke", udgave ved Bode med tekst af M. Binder, 2 bind, Berlin 1914
- Knackfusz, Frans Hals, 1913